# Sion Adamian
Sion (imię świeckie Robert Adamian, ur. 20 września 1963 w Abadanie) – duchowny Apostolskiego Kościoła Ormiańskiego, od 2001 biskup Armawiru.

## Życiorys
W 1985 został wyświęcony na diakona. Święcenia kapłańskie przyjął w 1987. Sakrę biskupią otrzymał 30 września 2001.